# King’s Bounty II
King’s Bounty II — фэнтезийная компьютерная ролевая игра с элементами пошаговой стратегии, анонсированная 14 августа 2019 года и разработана 1С.
Игра вышла 24 августа 2021 года на платформах PlayStation 4, Xbox One, Nintendo Switch и PC.

## Игровой процесс
King’s Bounty II — RPG с видом от третьего лица. Игроку предстоит выбрать одного из трёх героев, которых в дальнейшим можно будет развивать по четырём направлениям системы идеалов: Сила, Мастерство, Порядок и Анархия. Системы идеалов являются ветками талантов, которые развиваются не только за счёт очков прокачки, но и благодаря действиям игрока: так, агрессивный метод прохождения игры положительно скажется на ветке Анархии. Для увеличения размера армии, как и в предыдущих игр серии, требуется развивать лидерство. Сюжетная кампания рассчитывается на 25—30 часов игрового процесса, а с дополнительными квестами прохождение будет занимать 45—50 часов.
Боевая система практически не изменилась относительно оригинала, оставшись пошаговой стратегией на гексагональном поле. Одним из изменений боевой системы стало влияние ландшафта на игру: леса, горы и низины будут давать определённые бонусы отрядам. Кроме того, была введена система прокачки юнитов: после боёв отряды будут получать опыт, что повлияет на их характеристики, способности и внешний вид. В визуальной части были исправлены игровые условности: например, если в оригинальной игре число юнитов в отряде отображалось цифрой, то в King’s Bounty II каждое существо отряда будет отображаться на поле боя отдельной 3D-моделью. Книга заклинаний практически не изменилась по сравнению с играми от Katauri, в ней по-прежнему будут заклинания, которые можно изучать и прокачивать, и магические свитки, применяемые по желанию.
Ролевая система в Kings Bounty II получила название «Идеалы». Все навыки и способности тех или иных героев привязаны к одной из четырех основных систем мировоззрения: Анархия, Порядок, Мастерство и Сила. В зависимости от склонности игрового персонажа к тому или иному мировоззрению будет меняться и вариант решения сюжетных проблем. Благодаря системе «Идеалов» можно будет создать уникального героя, действия которого будут влиять не только на характер, но и на сюжет. В игре будет три класса — воин, паладин и маг; ещё одного героя планируется добавить в DLC. Герои будут начинать кампанию с определёнными очками того или иного идеала.
В игре будут полностью озвученные диалоги и катсцены на движке игры. В отличие от большинства современных RPG, в King’s Bounty 2 не будет выбора реплик в диалогах. Продюсер игры Денис Мальцев считает выбор реплик «костыльной» системой, поскольку пользователь, которому интересно исследовать мир игры, попробует все варианты ответа, и выбор ответа превращается в иллюзию. Однако в игре по-прежнему будет присутствовать принятие решений, которые будут реализованы с помощью совершения действий в игровом мире. Действия игрока будут влиять на сюжет. В игре также отсутствует понятие «провал квеста»: вне зависимости от действий игрока, квест будет завершён и игрок получит награду, зависящую, однако, от способа прохождения квеста.

## Сюжет
Действие игры разворачивается в мире Антара. Миры Эндории и Теаны, фигурировавшие в предыдущих играх серии — «King’s Bounty. Легенда о рыцаре» и «King’s Bounty: Принцесса в доспехах», — в игре отсутствуют, однако мир содержит ряд пасхалок и отсылок на оригинальные игры.
Государство, полностью занимающее континент Нострия, приходит в упадок, а его окраины поражает бедствие, названное Погибель. В города устремляются беженцы, что вызывает голод. Кроме того, возникают проблемы с графствами, требующими независимости.

## Разработка
Игра была анонсирована 14 августа 2019 года накануне выставки gamescom, разработка игры началась двумя годами ранее. Игру планировалось выпустить в 2020 году на платформах PlayStation 4, Xbox One, Nintendo Switch и PC в Steam и GOG. В отличие от первых игр серии, разрабатываемых Katauri Interactive, работу над второй частью ведёт внутренняя студия 1С, расположенная в Москве. Продюсером игры является Денис Мальцев. Основная команда разработки состоит из около 80 человек; арт-отдел состоит из 25—40 человек, а включая аутсорсеров, над игрой работает около 150 художников.
Стиль King’s Bounty II значительно отличается от предыдущих игр серии, став более реалистичным. Разработчики объясняют это желанием сделать более взрослую игру, так как фанаты King’s Bounty выросли со времён выпуска игр Katauri. Композитор оригинальных игр Михаил «Lind Erebros» Костылев в записи саундтрека не участвует.
В августе 2020 года было объявлено, что выпуск игры переносится на март 2021 года. 11 февраля, на трансляции Epic Games Store, была объявлена новая дата выхода игры — 24 августа 2021 года.
В ноябре 2021 года издательство 1C Entertainment покупает Tencent. 30 июня 2022 года издательство 1C Entertainment сменило своё название на Fulqrum Games.

## Отзывы
| Сводный рейтинг       | Сводный рейтинг                                        |
| Агрегатор             | Оценка                                                 |
| --------------------- | ------------------------------------------------------ |
| Metacritic            | 67/100 (ПК) 54/100 (PS4) 72/100 (XONE) 62/100 (Switch) |
| Русскоязычные издания |                                                        |
| Издание               | Оценка                                                 |
| StopGame.ru           | «Проходняк»                                            |
| «Игромания»           | [ 16 ]                                                 |
| «Игры Mail.ru»        | 6,5/10                                                 |

King’s Bounty 2 получила смешанные оценки прессы, согласно агрегатору рецензий Metacritic, средняя взвешенная оценка для версии на ПК — 67/100 на основании 28 рецензий, для версий на Playstation 4, Xbox One и Switch — 54/100, 72/100 и 62/100, соответственно.
В марте 2022 года на ежегодной премии LUDI Awards, организованной российскими сайтами Канобу и Игромания, игра заняла 3 место в категории «Наша игра года» и 3 место в категории «RPG года».